# Gare de Saint-Martin-d'Audouville
Pour les articles homonymes, voir Gare de Saint-Martin.
La gare de Saint-Martin-d'Audouville est une gare ferroviaire française, fermée et désaffectée, de la ligne de Valognes Montebourg à Saint-Vaast et à Barfleur. Elle est située au lieu-dit La Gare sur le territoire de la commune de Saint-Martin-d'Audouville dans le département de la Manche en région Normandie.
Elle est mise en service en 1886 par la Compagnie de chemins de fer départementaux (CFD) et fermée à tout trafics en 1848.

## Situation ferroviaire
Établie à 27 mètres d'altitude, La gare de Saint-Martin-d'Audouville est située au point kilométrique (PK) 8, de la branche de Montebourg, et au PK 10, de la branche de Valognes, sur la ligne de Valognes Montebourg à Saint-Vaast et à Barfleur. Elle est établie entre les gares de Valognes-Ville (s'intercalent l'arrêt de Tamerville et la halte de Saint-Germain-de-Tournebut) , ou Montebourg-Ville, et Lestre - Quinéville.

## Histoire
En 1880, le projet de ligne de Valognes-Montebourg à Barfleur par Saint-Vaast en est à la finalisation des tracés. Saint-Martin-d'Audouville fait partie de la première section de  Montebourg-Le Ham et Saint-Vaast. Le choix de l'emplacement de la station a été approuvé par un décret du préfet le 25 septembre 1879.
La gare de Saint-Martin-d'Audouville est mise en service le 20 avril 1886 par la Compagnie de chemins de fer départementaux (CFD), lorsqu'elle ouvre à l'exploitation la ligne, à voie unique et écartement normal, de Valognes Montebourg à Saint-Vaast et à Barfleur.
La gare est fermée le 8 février 1948, lors de l'arrêt de l'exploitation de la section de Valognes à Saint-Vaast-la-Hougue.

## Patrimoine ferroviaire
Plusieurs bâtiments de l'ancienne gare ont été réaménagés et sont utilisés par le centre équestre Les écuries de la Gare.

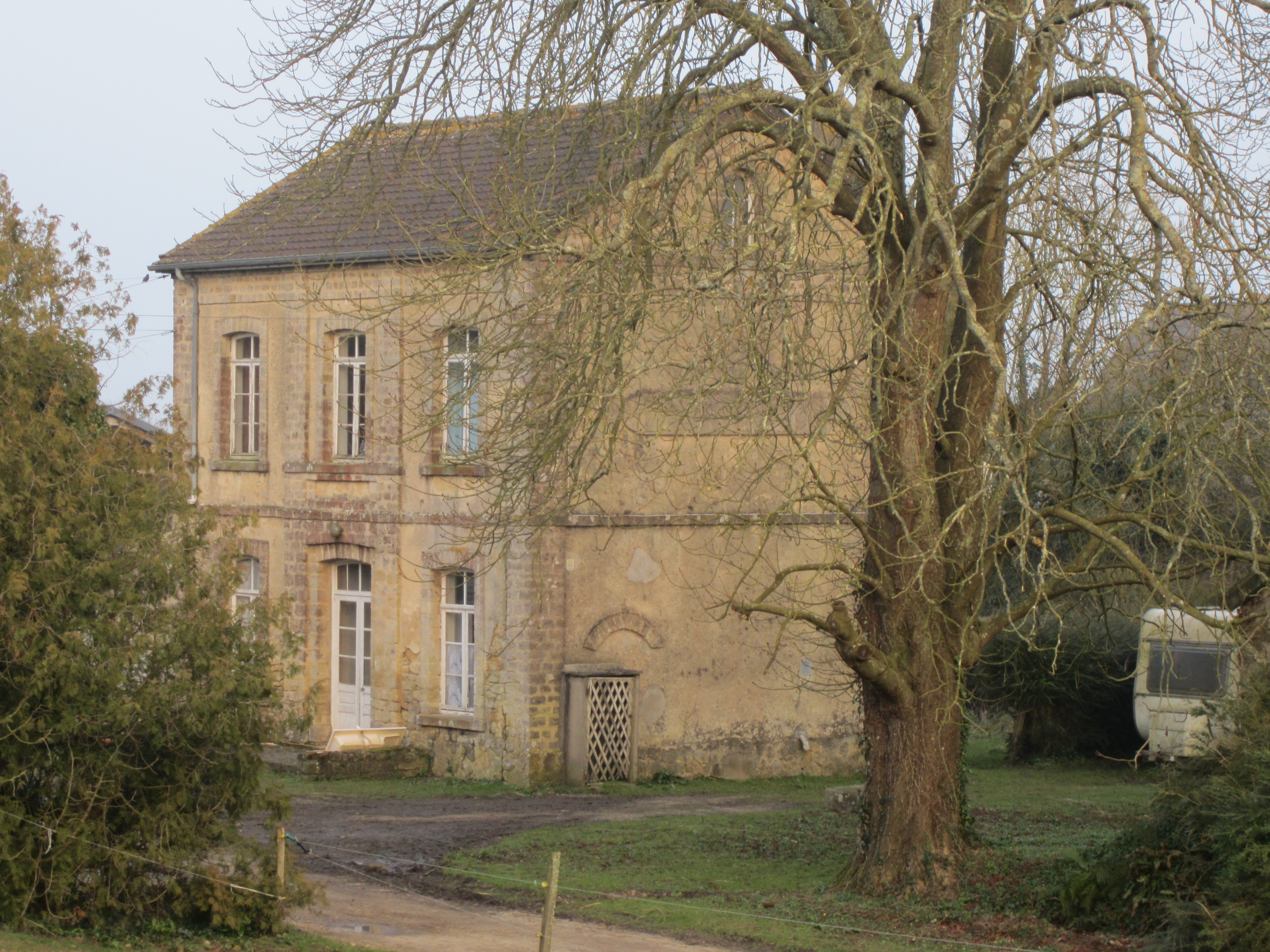
L'ancien bâtiment voyageurs réaffecté.